# ذخیره‌گاه زیست‌کره واتربرگ
ذخیره‌گاه زیست‌کره واتربرگ (به لاتین: Waterberg Biosphere) یک ذخیره‌گاه زیست‌کره و ذخیره‌گاه طبیعی در آفریقای جنوبی است که در لیمپوپو واقع شده‌است. ذخیره‌گاه زیست‌کره واتربرگ ۱٬۸۳۰ متر بالاتر از سطح دریا واقع شده‌است.